# Scuola di mistica fascista Sandro Italico Mussolini
(Motto della Scuola di mistica fascista lanciato dal cattolico Niccolò Giani)
La Scuola di mistica fascista Sandro Italico Mussolini, fondata nel 1930 a Milano dal filosofo cattolico Niccolò Giani, era un istituto che si poneva l'obiettivo di forgiare la futura classe dirigente del Partito Nazionale Fascista (PNF).
All'interno di essa si sviluppò una corrente di pensiero tutta interna al fascismo, basata su un fideismo della volontà e dell'azione, nota come «Mistica fascista».

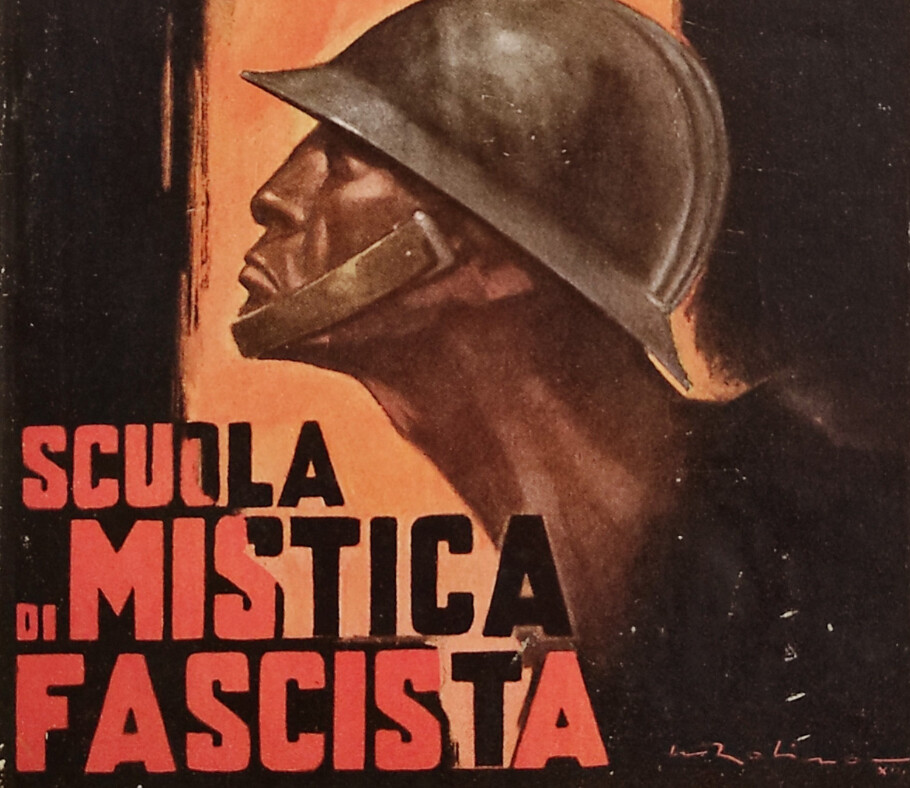
Frontespizio di un opuscolo dedicato alla memoria di Ugo Pepe, edito dalla Scuola di Mistica Fascista.

## La Scuola

### La fondazione della Scuola

Arnaldo Mussolini si reca ad assistere all'apertura della Scuola (1930)

La Scuola nacque per volontà di Niccolò Giani e di un gruppo di studenti del GUF milanese il 10 aprile 1930 nella Casa del Fascio di piazza Belgioioso, dopo aver ottenuto il patrocinio del GUF milanese e dell'Istituto Fascista di Cultura presieduto da Leo Pollini. Queste due organizzazioni avevano il diritto nominale di scegliere il direttore.
L'apertura era già stata anticipata dallo stesso Giani il 4 aprile sul foglio dei GUF "Libro e moschetto" della Scuola di mistica fascista, che fu fondata nella stessa primavera nel capoluogo lombardo sotto il patronato di Arnaldo Mussolini e alla presenza del cardinale Alfredo Ildefonso Schuster.
L'istituto milanese, provvisoriamente locato in via san Francesco d'Assisi per raccogliere le adesioni, svolse la sua prima riunione il 10 aprile nell'aula magna della Casa del fascio di piazza Belgioioso. Parteciparono numerosi gerarchi fascisti, tra cui il segretario del GUF Andrea Ippolito. Giani illustrò nel corso dell'appuntamento gli obiettivi della Scuola, che non erano di creare un semplice doppione di una delle tante organizzazioni del regime, ma di realizzare un completamento educativo per gli studenti iscritti ai GUF.

### La sede di via Pellico

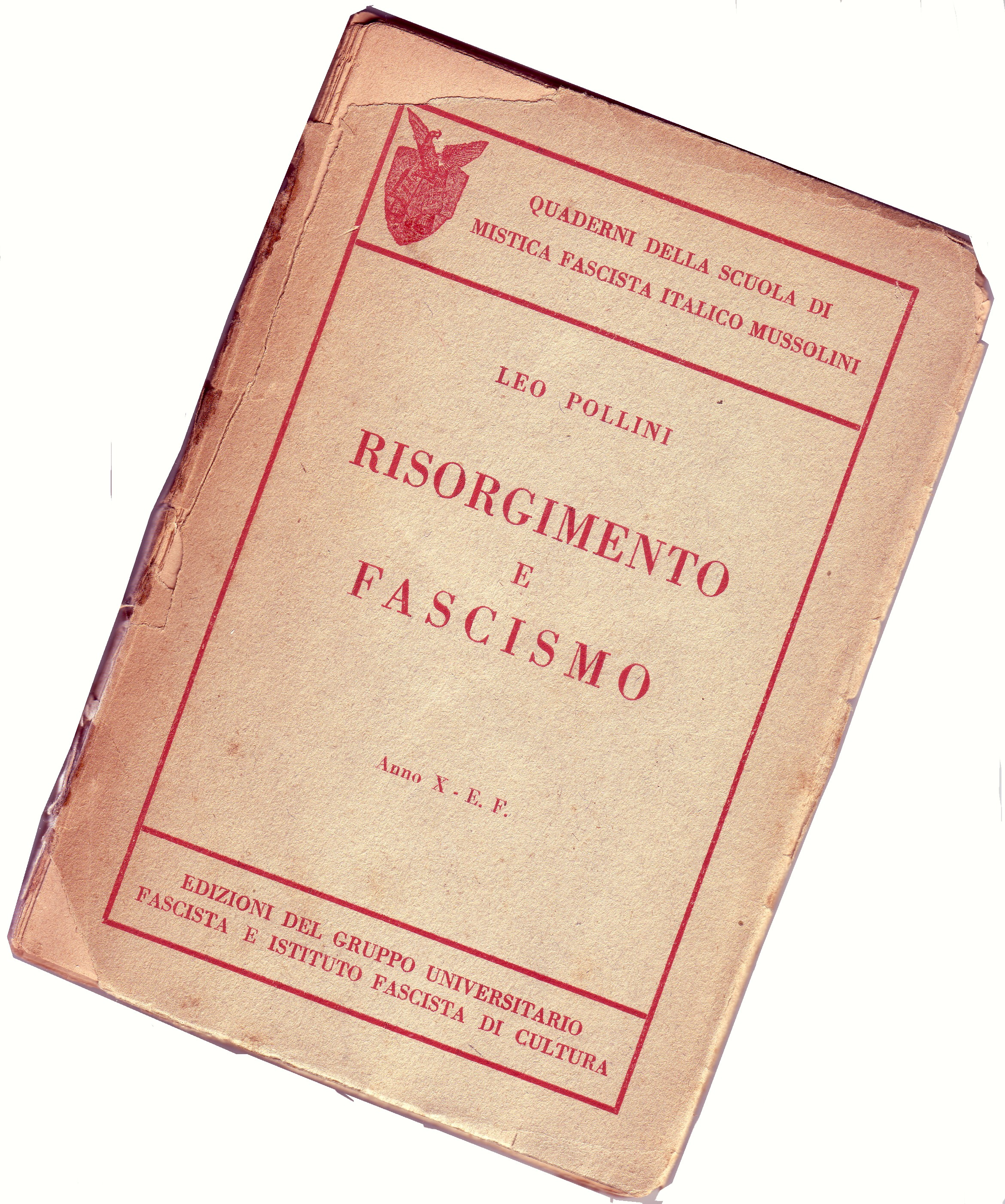
Uno dei quaderni della Scuola di Mistica pubblicati per volontà di Giani

In seguito, trasferitasi in via Silvio Pellico, la Scuola fu intitolata il 29 novembre 1931 a Sandro Italico Mussolini, figlio di Arnaldo e scomparso prematuramente all'età di vent'anni l'anno precedente.
In quello stesso giorno Arnaldo Mussolini, principale ispiratore del progetto, tenne il discorso "Coscienza e dovere" che inaugurò il nuovo anno scolastico, e che fornì la traccia per il decalogo della scuola che Niccolò Giani stese tempo dopo.
Quest'ultimo infatti, tra il 9 e il 15 ottobre 1932, elaborò una sorta di manifesto programmatico in cui enunciò i principi fondanti della scuola:
(Niccolò Giani in La marcia sul mondo del 9-15 ottobre 1932)

#### Principi dottrinali
La Scuola si proponeva l'obiettivo di far rivivere l'anima del fascismo più vero, quello della trincea e dei primi anni del movimento, consegnandolo idealmente alle nuove generazioni; si proponeva in particolare di essere il centro di formazione politica dei futuri dirigenti del fascismo. I principi-chiave sui quali l'insegnamento si basava erano l'attivismo volontaristico, un'etica guerriera e la fede nell'Italia dalla quale si riteneva derivasse quella in Benito Mussolini e nel fascismo, l'anti-razionalismo, un certo connubio tra religione e politica, la polemica con la liberal-democrazia e il socialismo, il culto della "romanità".
Si trattava di un misticismo dell'azione basato su una sorta di religione civile, di carattere essenzialmente laico ma in cui pure prevaleva l'anelito spirituale, declinato peraltro da Giani e Arnaldo in chiave di adesione al cattolicesimo, che restava comunque per loro un ambito separato dalla politica.
Giani ne fu il direttore e presidente divenne Vito Mussolini, nipote del Duce. Ferdinando Mezzasoma ne fu vicepresidente. Luigi Stefanini fu per alcuni anni "consultore", cioè consulente ufficiale della Scuola. In via Pellico, avendo a disposizione diversi uffici, fu più facile organizzare il lavoro e all'interno di essi trovarono spazio circa cinquemila volumi principalmente riguardanti il fascismo, ma anche di altro genere, come una collezione del giornale socialista Avanti! rilevata dalla Confederazione Generale del Lavoro. Numerosi erano inoltre i corsi che spaziavano dai più svariati argomenti. L'attività principale della Scuola si esplicava nell'organizzare conferenze e convegni in cui si affrontavano tematiche inerenti. Numerosi erano inoltre i corsi che spaziavano dai più svariati argomenti ma solitamente inerenti al fascismo.
La Scuola divenne inoltre editrice di una serie di quaderni che affrontavano differenti problematiche e, a partire dal 1937, sempre per iniziativa di Giani, fu creata nell'ambito della Scuola la rivista Dottrina fascista, che pubblicò nel 1939 il "Decalogo dell'italiano nuovo", tratto dagli scritti e discorsi di Arnaldo Mussolini.

### L'acquisizione del "Covo"

L'incontro a Roma nel 1939 con Mussolini in cui si decise la cessione del "Covo" alla Scuola

Nel 1939, con una cerimonia presieduta dal segretario del PNF Achille Starace, la sede ufficiale si spostò nel medesimo edificio che aveva ospitato ai suoi inizi il giornale Il Popolo d'Italia, chiamato "il Covo". Questo "Covo" negli anni era stato trasformato in un museo permanente della "Rivoluzione fascista" e, a partire dal 15 novembre 1939, l'intera palazzina era stata proclamata "monumento nazionale", con tanto di "guardia d'onore" svolta da squadristi e combattenti. Il 20 novembre, per esplicita decisione di Mussolini, fu ufficialmente consegnata ai giovani della Scuola. L'evento fu vissuto come un'autentica consacrazione dei giovani insegnanti riuniti intorno a Giani. In realtà la consegna era già stata disposta il 18 ottobre 1939, come risulta da un foglio d'ordini del PNF; in quell'occasione il consiglio direttivo era stato ricevuto a Roma da Mussolini. Mussolini li aveva spronati a continuare nella loro attività.
(Mussolini rivolto alla dirigenza della Scuola di mistica fascista)
I dirigenti intervenuti della Scuola di mistica intendevano utilizzare la vecchia sede de "Il Popolo d'Italia" per trasformarla in un "Sacrario della rivoluzione fascista", creando al suo interno un itinerario con al primo piano i cimeli riguardanti i primi anni del movimento fascista. Al secondo e al terzo i cimeli e la documentazione relativi agli anni che avevano portato alla Marcia su Roma e infine al quarto gli anni più recenti.

### Il convegno del decennale della fondazione

Il convegno del 1940

Tra il 19 e il 20 febbraio 1940 a Milano, in occasione del decennale dalla fondazione, fu tenuto il "1º Convegno nazionale di mistica fascista" in una sala di palazzo Marino, che nelle intenzioni degli organizzatori avrebbe dovuto essere il primo della serie, obiettivo che sfumò a causa dell'entrata in guerra. A presiedere il convegno fu chiamato Ferdinando Mezzasoma, che era al contempo vice segretario della Scuola e del Partito Nazionale Fascista. L'argomento delle due giornate era: "Perché siamo dei mistici?"
L'incontro vide circa 500 partecipanti ed ebbe l'adesione della maggior parte degli intellettuali italiani dell'epoca, compresi rettori e docenti universitari. Julius Evola fu tra i sostenitori di questa iniziativa per le possibilità che essa avrebbe potuto offrire nella creazione di un'élite ispirata ai valori tradizionali da lui propugnati. Numerosi interventi furono riportati e pubblicati sui "Quaderni" voluti da Giani.

### I "mistici" partono volontari per il fronte
Dopo l'entrata dell'Italia nella seconda guerra mondiale il 10 giugno, la Scuola fu affidata al reggente Salvatore Atzeni, e l'attività venne sospesa, in quanto gran parte dei dirigenti era partita volontaria su impulso dello stesso Niccolò Giani. Nella guerra caddero lo stesso Giani nel 1941 e altri docenti, come Guido Pallotta e Berto Ricci. Nel 1943, avendo perso in guerra gran parte dei propri docenti, la scuola cessò definitivamente la propria attività.
Alla stipula dell'armistizio di Cassibile, quattordici membri della Scuola risultavano caduti in guerra, di cui quattro decorati con medaglia d'oro al valor militare alla memoria.

## I docenti
Tra i docenti vi furono:

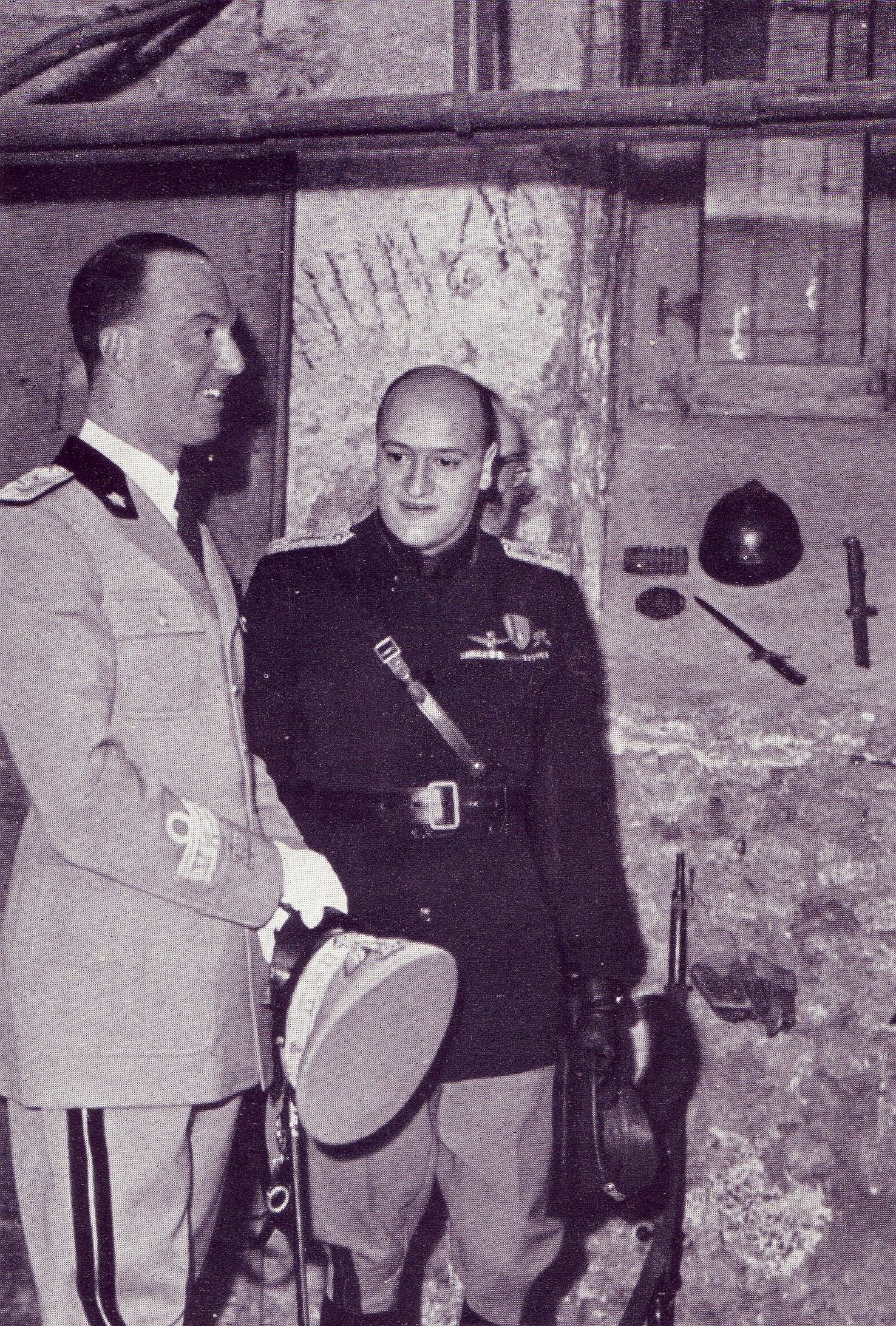
Vito Mussolini (a destra) con Umberto II di Savoia nel 1940

- Vito Mussolini (presidente della scuola)
- Ferdinando Mezzasoma (vicepresidente della scuola)
- Niccolò Giani (direttore della scuola)
- Guido Pallotta
- Berto Ricci
- Emilio Bodrero
- Eugenio Coselschi
- Salvatore Gatto (vicepresidente)
- Asvero Gravelli
- Umberto Padovani
- Enzo Paci
- Antonino Pagliaro
- Giorgio Pini
- Nino Tripodi
- Cornelio di Marzio
- Nazareno Padellaro
- Giuseppe Pagano
- Gastone Silvano Spinetti
- Pasquale Pennisi
- Michele Federico Sciacca
- Enzo Leoni
- Julius Evola
- Luigi Stefanini
- Amintore Fanfani[25]

## Studi sulla Scuola
La Scuola di Mistica fascista è stata finora oggetto di interesse assai limitato: illustri studiosi quali Bobbio, Casucci, Isnenghi, Nolte, De Felice, Gentile, Ledeen hanno tracciato al riguardo brevissimi cenni inserendoli in opere di più ampio raggio. Maggiore approfondimento è stato invece mostrato da Daniele Marchesini, Betri, Signori, La Rovere, un giornalista del calibro di Bocca, de Antonellis e Giannantoni. Il primo a mostrare interesse per l'argomento fu, da destra, il politologo Marco Tarchi mentre al Marchesini va il primato di esser stato l'unico, fino al 2003, ad aver dedicato all'argomento un intero studio. Col 2004 rifiorisce un certo interesse per la Mistica Fascista: sono infatti pubblicati, una all'insaputa dell'altra, ben due opere: L. Fantini, Essenza mistica del fascismo. Dalla scuola di Mistica Fascista alle Brigate Nere a cura dell'Associazione Culturale 1º dicembre 1943, Perugia 2004 e A. Grandi, Gli eroi di Mussolini. Niccolò Giani e la Scuola di Mistica Fascista, Rizzoli, Milano 2004. 
Quest'ultimo è soprattutto una ricostruzione delle maggiori vicende che coinvolsero la Scuola di Mistica e i suoi più significativi protagonisti basata su fondi privati di Giani mai prima utilizzati; sarà infine un ricercatore di Torino, Tomas Carini, a concludere questo iter con un saggio pubblicato nel maggio 2009 per la casa editrice Mursia (Niccolò Giani e la Scuola di Mistica Fascista 1930-1943, pref. di Marcello Veneziani), in cui viene criticata la tesi di Longo (pp. 148 e sgg) su una presunta discendenza evoliana delle tesi dei mistici,
Nel dopoguerra, in linea con l'orientamento abbastanza egemone del neofascismo evoliano anti-mazziniano, l'eredità della Scuola fu del tutto abbandonata, e ripresa esclusivamente da sparute minoranze culturali che operano pur ai margini del MSI almirantiano, ci si può riferire al riguardo al poeta legionario di estrazione gentiliana e attualista Cesare Mazza, che pure proseguì il lascito di Giani.

### Opere di autori legati alla Scuola
- Quaderni della Scuola di Mistica Fascista Sandro Italico Mussolini, Roma, Dottrina Fascista, anni 1938-1942
- Lineamenti su l'ordinamento sociale dello stato fascista, Giuffré, Milano, 1937
- Armando Carlini, Saggio sul pensiero filosofico e religioso del Fascismo, Roma, Ist. Naz. di Cultura Fascista (Biblioteca I.N.C.F.; 2), 1942
- Julius Evola, Tre aspetti del problema ebraico, Roma, Ed. Mediterranee, 1936
- Julius Evola, La scuola di Mistica Fascista - Scritti su mistica, ascesi e libertà 1940-1941, Napoli, Controcorrente Edizioni - Fondazione Julius Evola, 2009
- Julius Evola, Il mito del sangue, Milano, Hoepli, 1937
- Julius Evola, Indirizzi per una educazione razziale, Napoli, Conte Ed., 1941
- Julius Evola, Sintesi di dottrina della razza, Milano, Hoepli, 1941
- Niccolò Giani, Perché siamo antisemiti, SMF, Milano, 1939-XVII
- Niccolò Giani, La mistica come dottrina del fascismo, SMF, Milano, 1939-XVII
- Niccolò Giani, Perché siamo dei mistici, SMF, Milano, 1940-XVIII
- Niccolò Giani, Mistica della Rivoluzione Fascista, Il Cinabro, Catania, 2010
- Ferdinando Mezzasoma, Introduzione al primo Convegno Nazionale, SMF, Milano, 1940-XVIII
- Paolo Orano, Gli ebrei in Italia, Roma, Pinciana, 1937
- Giorgio Pini, Il covo di Via Paolo da Cannobio. 15 novembre 1914-15 novembre 1920, SMF, Milano, 1932-X
- Gastone Silvano Spinetti, Mistica Fascista nel pensiero di Arnaldo Mussolini, Hoepli, Milano, 1936-XIV. Fascismo e libertà (verso una nuova sintesi), Cedam, Padova, 1940-XVIII

## Galleria d'immagini
Visite al "Covo"

Constantin Giurescu, ministro romeno (1940)
Naotake Sato, ambasciatore giapponese accompagnato dal federale Gianturco (1941)
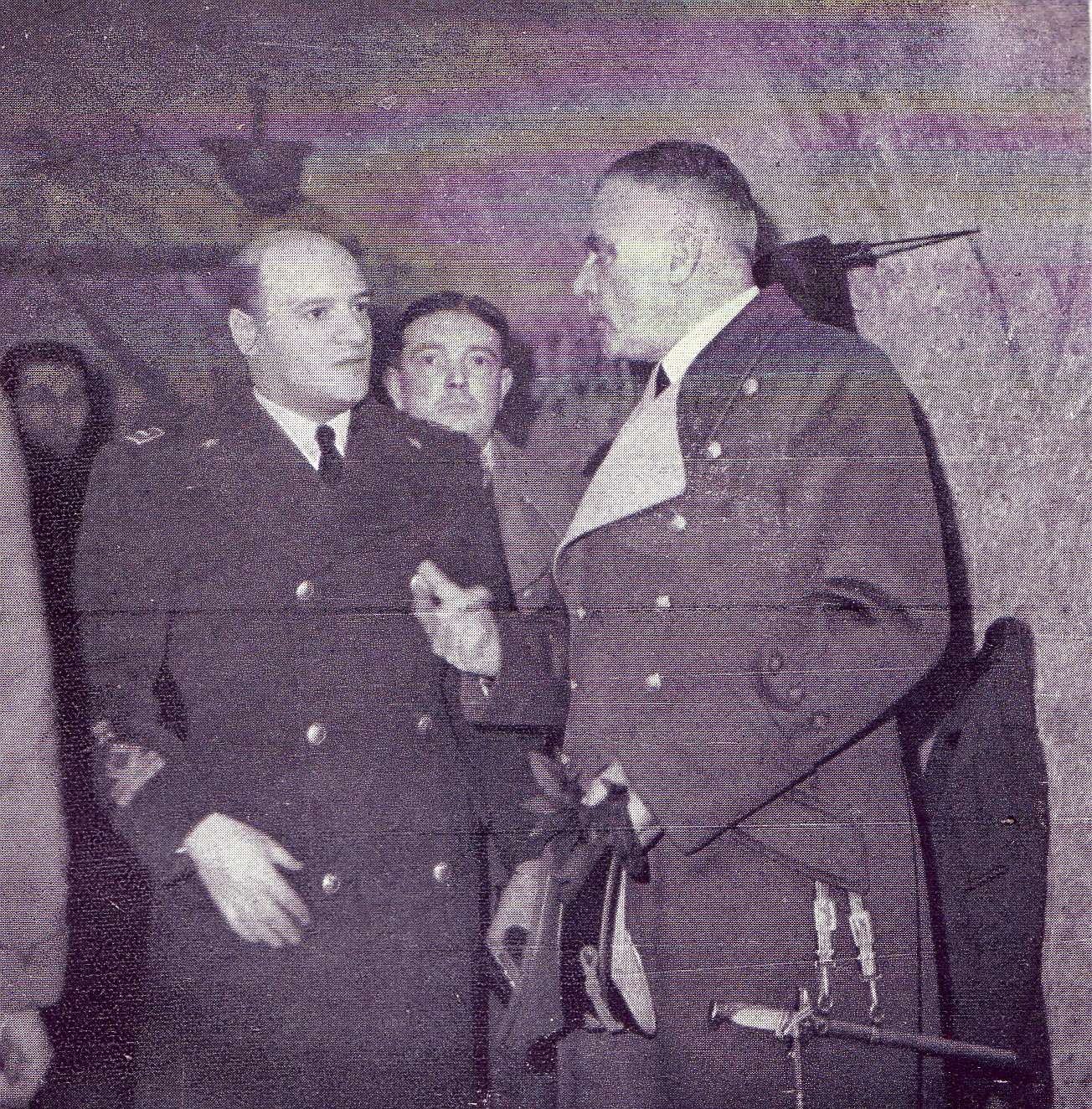
Eberhard von Mackensen accompagnato da Vito Mussolini (1941)